# Isidor Grunfeld
Isidor Grunfeld, auch Dayan Yishai Grunfeld (* 1900 in Tauberrettersheim, Bayern als Yeshaya Yishai ha-Kohen Grunfeld; gestorben 8. September 1975 in London Borough of Hackney, Vereinigtes Königreich), war ein Dayan (Rabbinerrichter) und Autor, der mit dem Londoner Beth Din in Verbindung stand. Er ist bekannt für mehrere Publikationen zum jüdischen Recht und für seine Übersetzungen der Werke von Samson Raphael Hirsch.

## Leben
Grunfeld war eines der elf Kinder seiner Eltern Joseph und Caroline Grunfeld, die beide von bekannten Rabbinern abstammen. Seine Mutter war die zweite Frau seines Vaters, der als Viehtreiber arbeitete und mit landwirtschaftlichen Produkten handelte. Grunfeld studierte in einer deutschen Jeschiwa den Talmud und absolvierte zwischen 1920 und 1925 ein Jurastudium an den Universitäten Frankfurt und Heidelberg.
Am 22. November 1932 heiratete er die Lehrerin und Bais Yaakov-Pädagogin Judith Rosenbaum (1902–1998). Sie hatte die jüdischen Mädchen ermutigt, eine Karriere als Lehrerin anzustreben. Die Machtergreifung Hitlers 1933 zwang Grunfeld sein Wirken als Anwalt in Würzburg aufzugeben und zunächst nach Palästina, anschließend nach London zu emigrieren. Nachdem er zunächst im juristischen Bereich gearbeitet hatte, absolvierte er eine rabbinische Ausbildung und wurde Mitglied des Londoner Rabbinergerichts.
1954 zwang ihn ein Herzinfarkt zu einem vorzeitigen Rückzug aus dem Londoner Beth Din. 1955 gab seine Frau ihre Stelle im Schuldienst auf, um ihn in den folgenden Jahren bis zu seinem Tod zwanzig Jahre später zu pflegen. Nach seiner Pensionierung veröffentlichte Rabbiner Grunfeld eine Reihe jüdischer Rechtsbücher: über den Sabbat, über Kaschrut, das Sabbatjahr und das Erlassjahr (Shmita und yovel) sowie das Erbrecht. Darüber hinaus übersetzte er einige Werke des deutsch-jüdischen Rabbiners und bedeutenden Begründers der Neo-Orthodoxie Samson Raphael Hirsch; unter anderem Choreb (1836).

## Veröffentlichungen (Auswahl)
- Samson Raphael Hirsch (Übersetzung von Grunfeld). Judaism Eternal - Selected Essays From the Writings of Samson Raphael Hirsch, 1956.
- Three Generations: The Influence of Samson Raphael Hirsch on Jewish Life and Thought. Jewish Post Publications, 1958.
- Samson Raphael Hirsch (Übersetzung von Grunfeld). Horeb: A Philosophy of Jewish Laws and Observances. Soncino Press, London 1962 [reprinted 2002], ISBN 0-900689-40-4.
- The Jewish Dietary Laws. Soncino Press, London: 1972, ISBN 0-900689-22-6.
- Laws Referring to the Sabbatical Year in Israel and its Produce. Soncino Press, London 1972, ISBN 0-900689-91-9.
- Jewish Law of Inheritance. Feldheim, 1987, ISBN 0-87306-435-6.